# Eurytoma acuminata
Eurytoma acuminata is een vliesvleugelig insect uit de familie Eurytomidae. De wetenschappelijke naam is voor het eerst geldig gepubliceerd in 1940 door Masi.